# Quoted-printable
Quoted-printable je název jednoho z kódování používaných pro přenos 8bitových dat 7bitovým kanálem. Je součástí standardu MIME a používá se zejména v elektronické poště. Ta byla původně určena jen pro přenos zpráv obsahujících pouze ASCII znaky s kódy 0 až 127.

## Způsob kódování
Kódování quoted-printable umožňuje přenášet sedmibitovým kanálem bajty s nastaveným osmým bitem tak, že každý takový bajt je zakódován trojicí ASCII znaků, z nichž první je znak „=“ a další dva číselná hodnota kódovaného bajtu v šestnáctkové soustavě. Tímto způsobem je nutné kódovat i samotný znak „=“. Protože starší poštovní systémy mohou mít problémy i s příliš dlouhými řádky, rozdělují se dlouhé řádky vložením znaku „=“ následovaným znakem konce řádku. Významnou vlastností tohoto kódování (která může být považována za výhodu i nevýhodu) je čitelnost částí textu obsahujících pouze ASCII znaky. Vzhledem k tomu, že zakódovaný znak je reprezentován třemi znaky, může dojít k prodloužení dat až o 200 %. Proto je toto kódování vhodné především pro přenos textů, které neobsahují mnoho ne-ASCII znaků (přenos českých textů je na hranici). Pro přenos zpráv, které obsahují velké množství ne-ASCII znaků (například textů psaných azbukou, textů ve východoasijských jazycích nebo binárních dat), je vhodnější kódování Base64.
Při použití quoted-printable pro kódování Encoded-word v hlavičkách se znaky s kódem 32 (šestnáctkově 20), což je v kódování ASCII znak mezera, kódují pomocí podtržítka.